# James Lafferty
James Martin Lafferty, född 25 juli 1985 i Hemet, Kalifornien, är en amerikansk skådespelare. Han spelade Nathan Scott i serien One Tree Hill mellan åren 2003 och 2012.

## 1985–2003
Lafferty började sin skådespelarkarriär redan vid 6 års ålder efter att hans mamma uppmuntrat honom och hans bror till att börja skådespela som hobby.
Han studerade vid Hemet High School där han också spelade basket för skolans Varsity lag som gav honom pris för mest värdefulla spelare (MVP) och även ett All-League pris. 
Han tog examen år 2003.

## Karriär
2001 fick Lafferty en roll i serien Emeril där han spelade Emerils son. Han gästskådespelade även i serierna Once and Again, Get Real och Boston Public vilket ledde till att han fick rollen i filmen A Season on the brink där han spelade Steve Alford.
När han nyligen hade tagit examen 2003 fick han rollen som Nathan Scott i TV-serien One Tree Hill.

## Familj
Laffertys yngre bror, Stuart Lafferty, är även han skådespelare och har gästat One Tree Hill i avsnittet "I'm Wide Awake, It's Morning".

## Filmografi
- Emeril (2001)
- Boys on the Run (2001)
- A Season on the Brink (2002)
- One Tree Hill (2003)
- "Waffle Street"